# Volumétrix
 (mai 2019).
 (novembre 2015).
Si vous disposez d'ouvrages ou d'articles de référence ou si vous connaissez des sites web de qualité traitant du thème abordé ici, merci de compléter l'article en donnant les références utiles à sa vérifiabilité et en les liant à la section « Notes et références ».
 (novembre 2015).

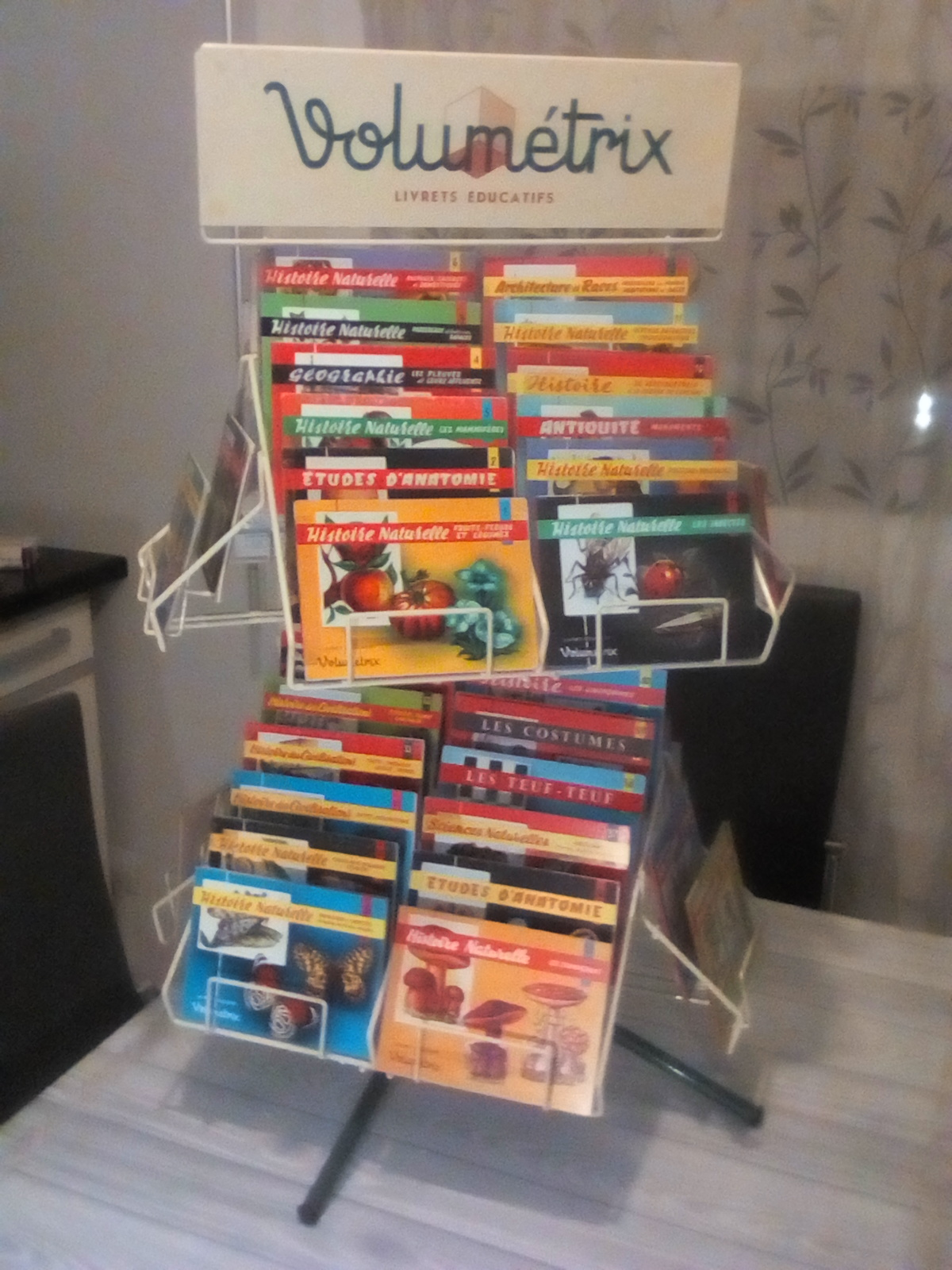
Présentoirs des livrets Volumetrix.

Volumétrix était une société française d'édition proposant principalement des livrets éducatifs (images scolaires) et des bons points, des années 1950 à 1970. 

## Description des livrets éducatifs

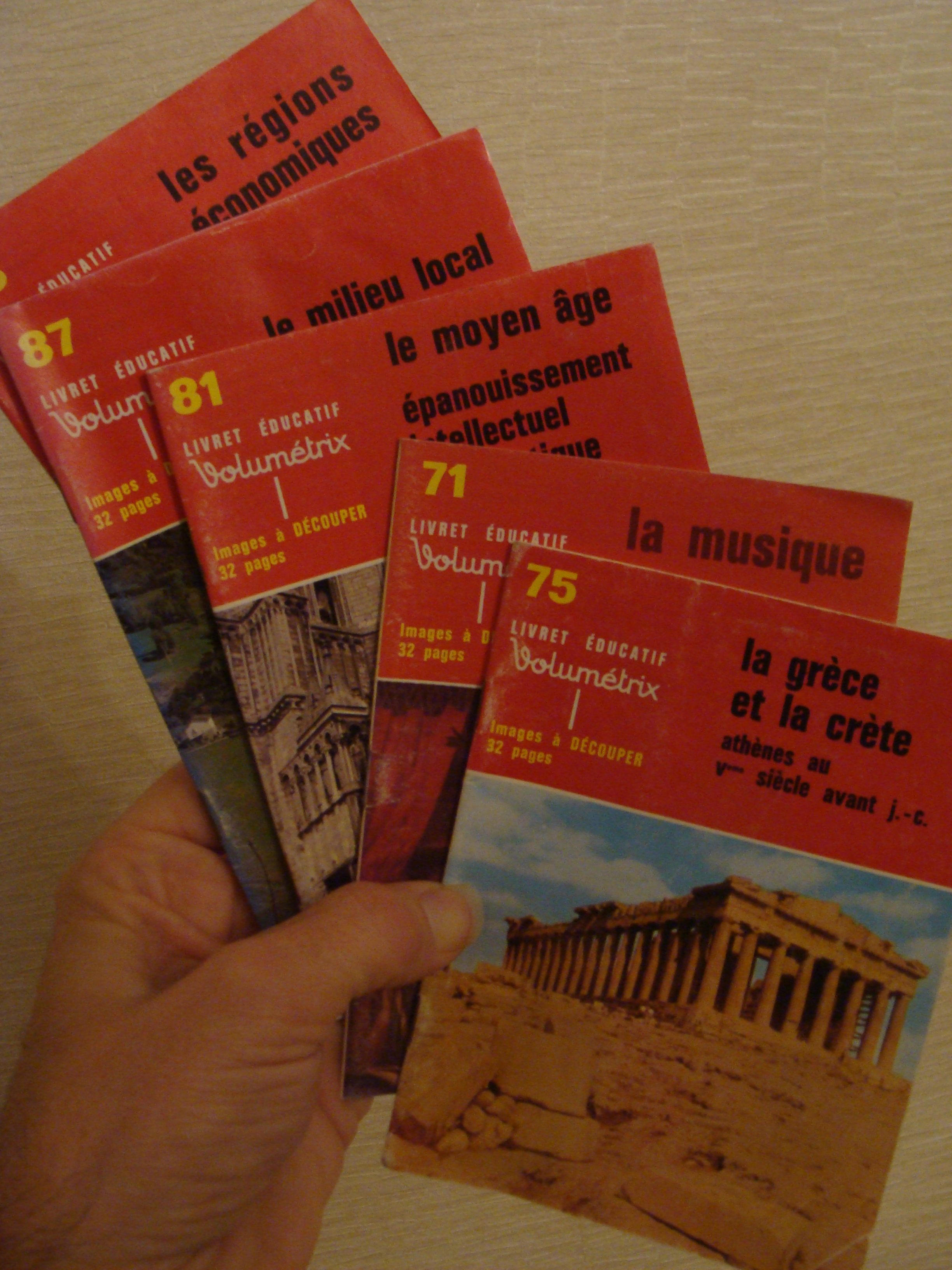
Les livrets éducatifs Volumetrix verticaux, parus dès 1979, succédant aux livrets horizontaux.

Les livrets Volumétrix se présentaient sous deux formes : les livrets horizontaux, puis les livrets verticaux.
Concernant les premiers, ils étaient rectangulaires, de format 11,5 x 15,5 ; et en réalité, deux collections furent éditées. 
La première parution s'échelonne entre 1960 et 1962 ,avec l'édition de livrets de 16 planches de 4 images, soit 64 images que les élèves pouvaient découper, puis coller dans leur cahiers. Au départ, 32 numéros de 16 pages étaient envisagés, mais seuls 27 numéros seront réalisés et mis en vente.
Dès 1963, une nouvelle édition voit le jour et vient remplacer la première collection. Cette fois, il s'agit de livrets contenant 12 planches de 4 illustrations, soit 48 images. En 1975, avec la parution du numéro 58, cette collection d'images scolaires sous forme de livret regroupait 58 titres répartis en 8 catégories.  
Cependant, avec l'ancienne collection (les 27 premiers livrets de 16 pages) et les modifications qui vont suivre entre 1963 et 1975, la collection complète de ces livrets horizontaux dépasse les 58 numéros, pour en définitif atteindre 103 numéros différents.
Une autre collection de livrets sera éditée dès 1979, sous forme de petits livrets verticaux avec une large bande rouge sur le haut de la première page de couverture. Il sera même précisé La Nouvelle collection. Cette fois, donc, une présentation unique pour tous les livrets spécifiant images à découper, 32 pages. Le premier numéro 60 démontre qu'il s'agissait bien de la suite, seul le numéro 59 n'existera jamais. Les mêmes thèmes seront repris non plus avec des images comme les livrets horizontaux, mais des photos réelles et contemporaines de l'époque. 
La suite de cette publication ne concernera que les livrets horizontaux[pourquoi ?]

## Les images Volumétrix

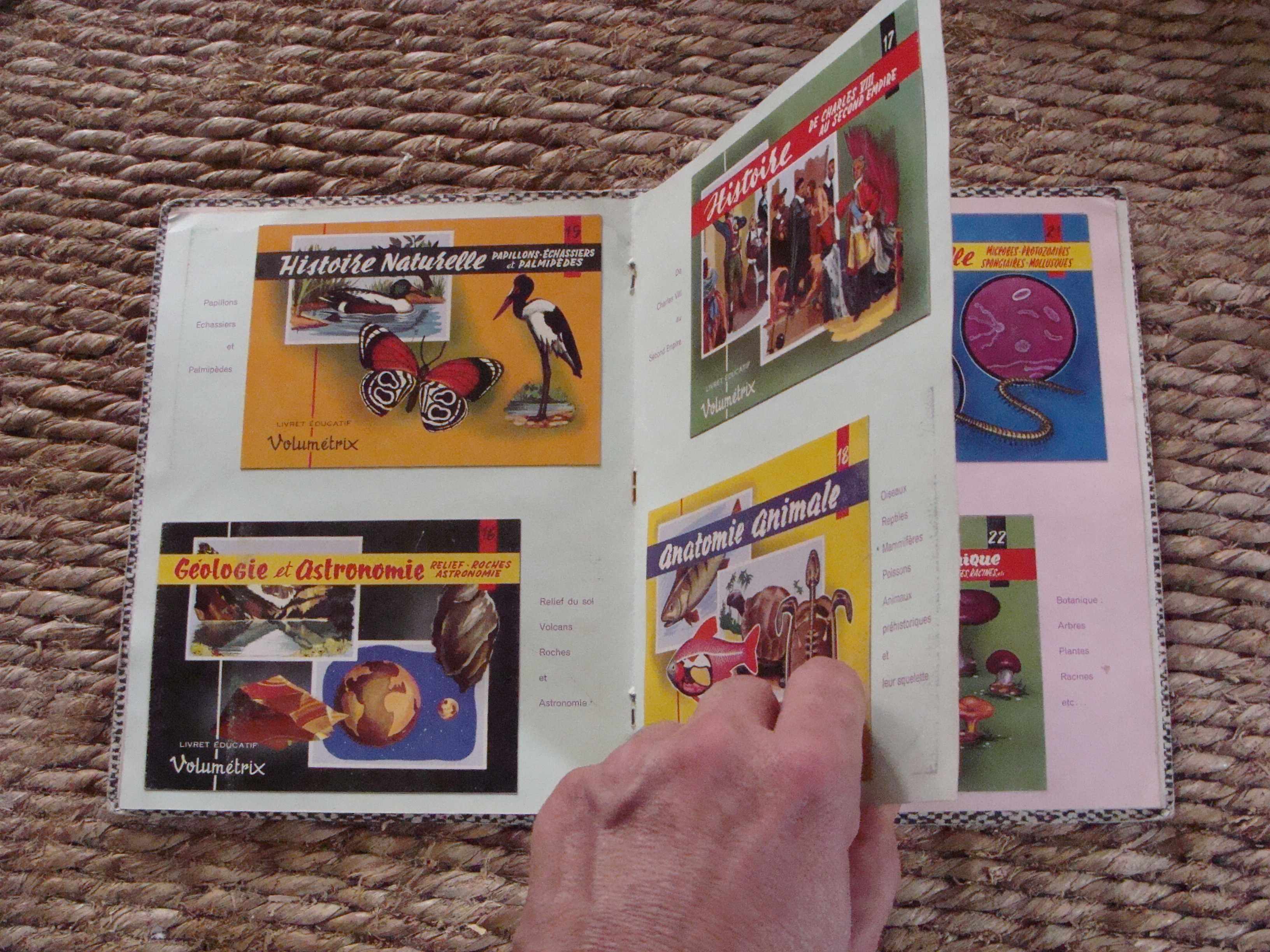
Catalogue de représentant des livrets Volumétrix 1961.

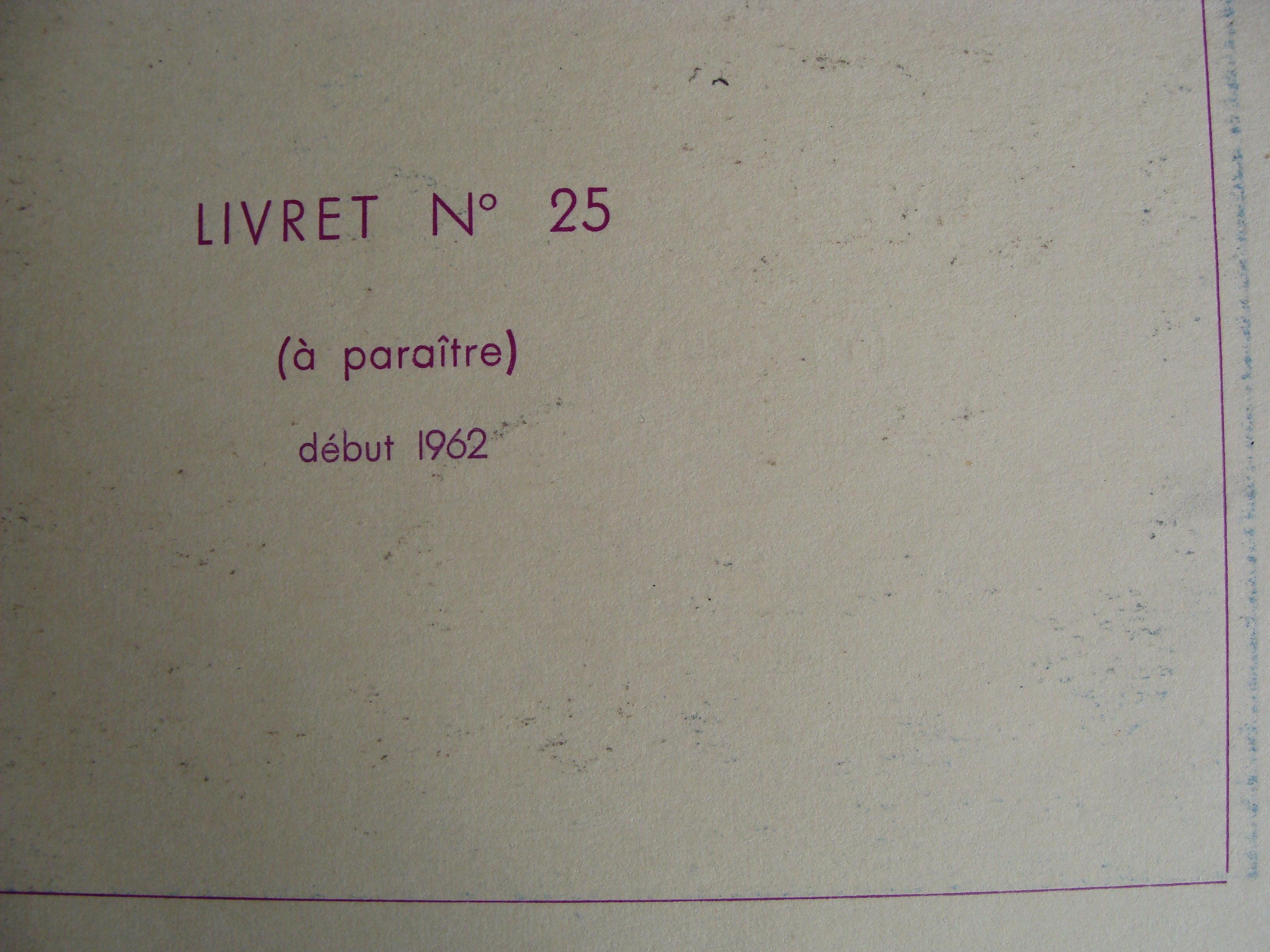
Page du catalogue des représentants des livrets Volumétrix 1961. Dès le numéro 25, juste précisé à paraître en 1962.

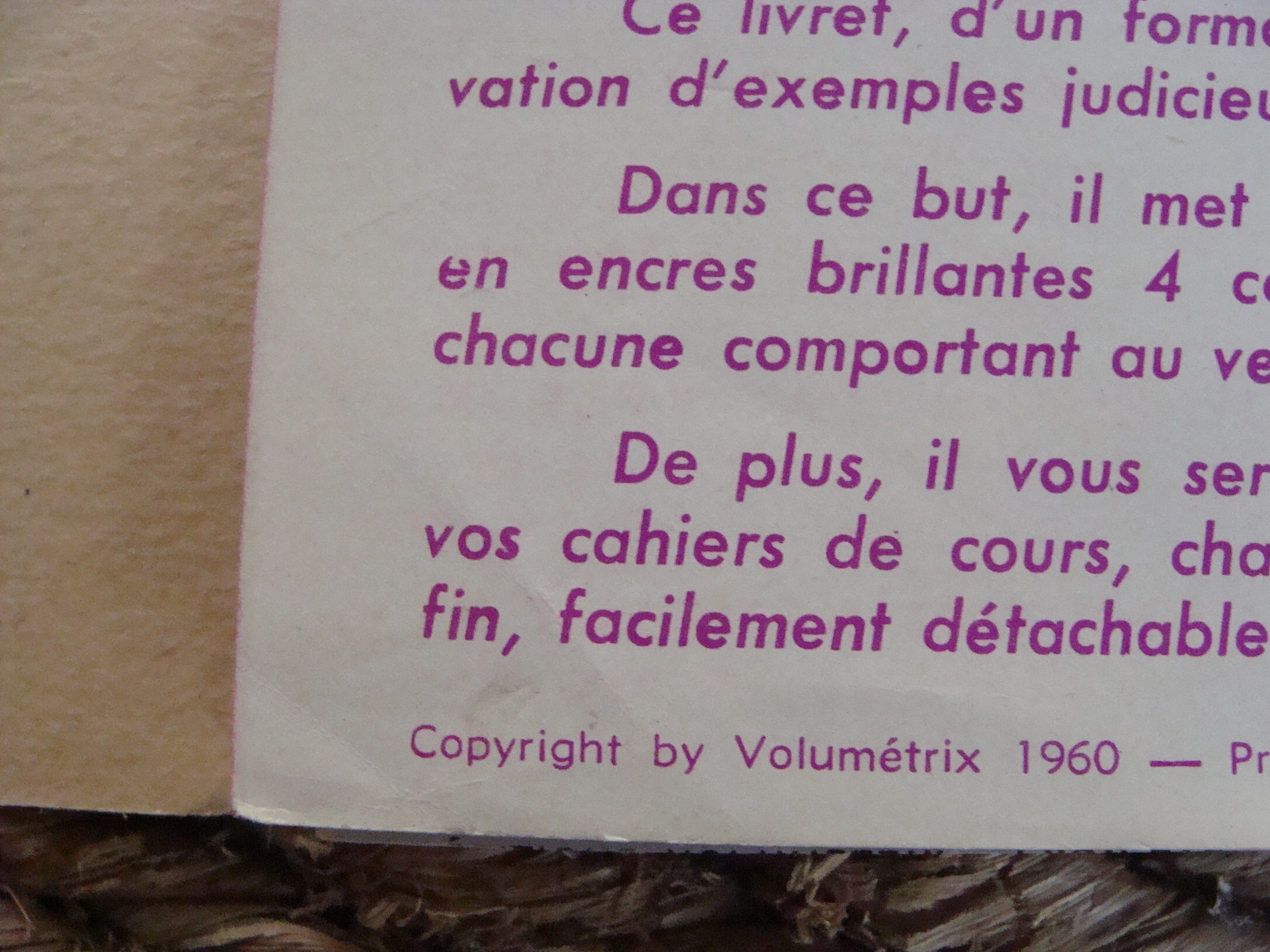
Copyright des livrets Volumétrix de 16 pages de 1960 à 1962. Recto de la page de présentation.

Au départ, il s'agissait d'images qui se vendaient sous forme de planches composées de 16 illustrations. Des dizaines de planches sur une multitude de thèmes furent éditées. C'est en partie de ces images que seront constitués les livrets éducatifs.

## Première édition
Les 27 premiers livrets horizontaux furent donc publiés entre 1960 et 1962.
Dès 1960, la collection compte ses 16 premiers numéros, puis 24 en 1961 et enfin 27 numéros en 1962 (répertoires présentés au verso de la page de garde et non au dos du livret, comme ce sera le cas par la suite). Ces premiers carnets comptaient 16 pages de 4, soit 64 images, exception faite du no 20, Code de la route, qui comptait 2 images par page, soit 32 grandes images au total. Cependant, l'un des 27 livrets, le no 10, connut rapidement des modifications dans le contenu et la couverture. Au départ paru sous l'intitulé Histoire cours élémentaire 1re et 2e année, il fut réédité sous le titre Histoire de Vercingétorix à Louis XI, avec des images en partie différentes. Cette première édition a donc comporté 28 livrets différents de 16 pages (dont deux numéros 10). 
Les commerciaux de l'époque disposaient de catalogues pour prospecter les librairies. Pour les 24 premiers numéros, une couverture seule de chaque livret était présentée, à raison de 2numéros par page. Ainsi, le libraire visualisait la couverture et l'intitulé de chaque livret en taille réelle avant de passer commande. 
En 1961, il y avait donc bien 24 numéros de disponibles et 8 autres à paraître, soit 32 livrets envisagés.
Le no 27 est édité sous le titre Histoire rois empereurs connétables et maréchaux : ce sera le dernier numéro de 16 pages 64 images avant la réorganisation de 1963. Son copyright indique 1962, comme pour les livrets 25 et 26.

## Deuxième édition

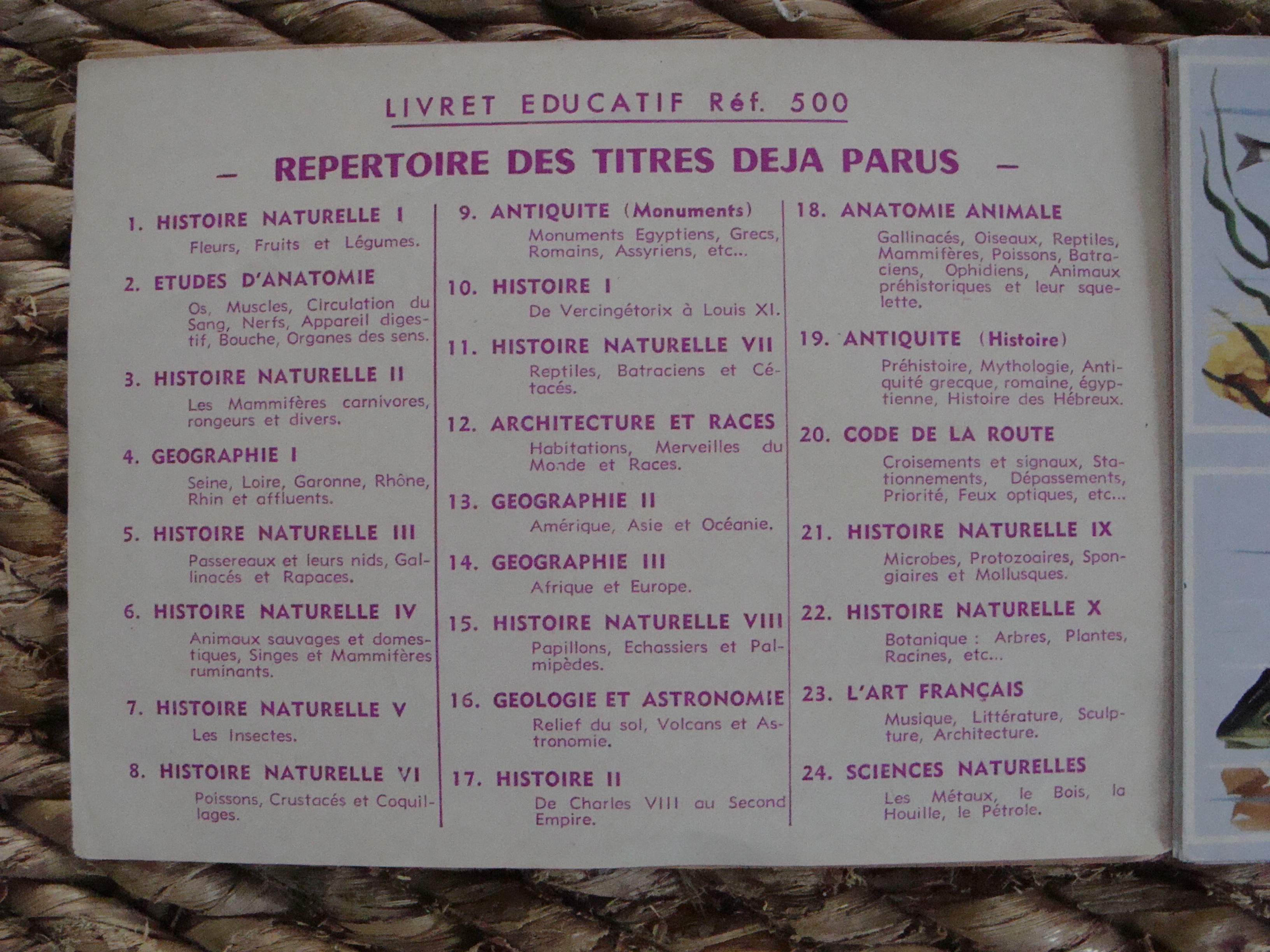
Répertoire des titres parus des livrets Volumétrix de 16 pages, à l'intérieur des livrets.

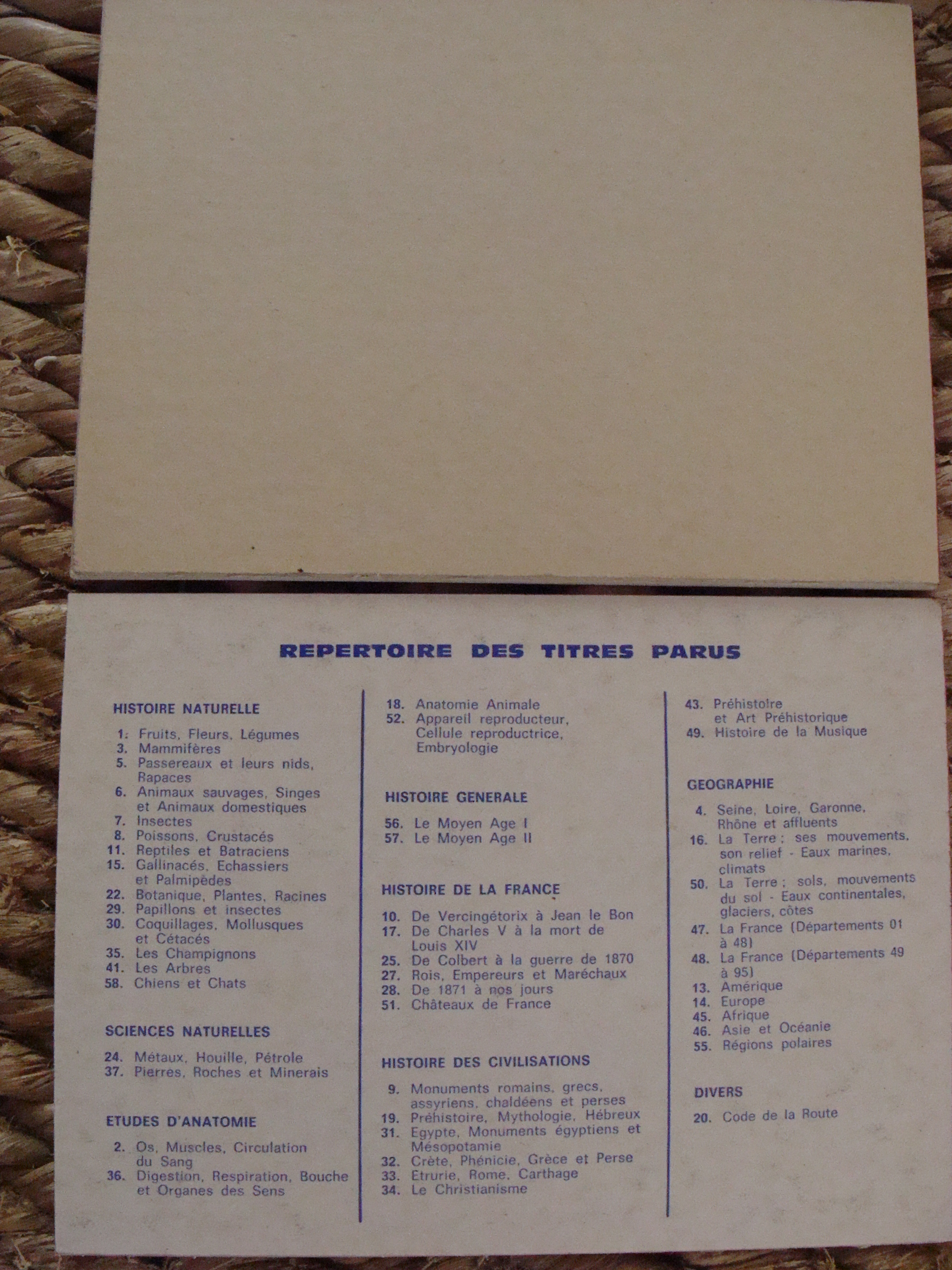
Dos des livrets Volumétrix selon l'année d'édition.

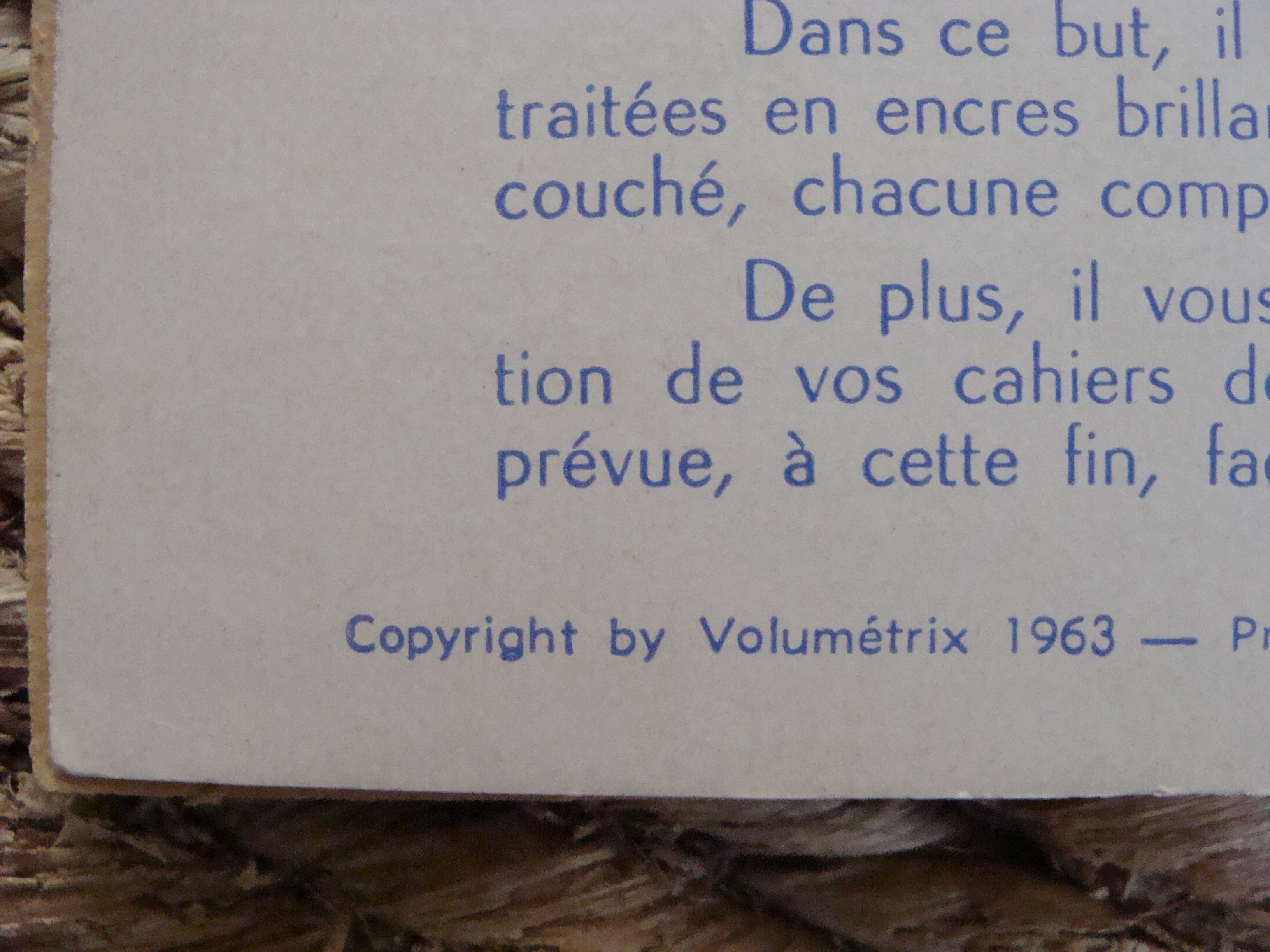
Copyright des livrets Volumétrix de 12 pages dès 1963 au verso de la page de présentation.

Le livret numéro 16 perds roches dans son titre. En effet, les images concernant les roches, avec d'autres, seront l'objet du livret no 37.
On constate une réorganisation durant cette année 1963 : 
1. Arrêt de l'impression des livrets de 16 pages de 4 images. Il n'auront donc été publié que de 1960 à 1962, d'où une plus grande rareté aujourd'hui. C'est en quelque sorte la série « collectors », car éditée sur seulement trois ans, contrairement aux carnets suivants, qui seront édités de 1963 à 1979.
2. La réédition des 27 premiers numéros, mais avec 12 pages de 4 images, soit 48 images (donc livrets allégés) complétés par 12 nouveaux numéros, pour former une nouvelle édition de 39 livrets. Pour les 27 premiers numéros réédités, on constate des modifications sommaires ou importantes du contenu en images, le plus souvent des déplacements d'images d'un livret à l'autre, mais aussi modifications du titre et/ou aussi parfois des illustrations en couverture

## Livrets éducatifs Volumétrix de 1965
Durant l'année 1965 se rajoutent les no 40 à 49. la parution s'étalera toute l'année 1965 et ce sera la dernière année où une dizaine de livrets seront édités.
On constatera également des modifications de certains livrets déjà existants, particulièrement des dédoublements : par exemple le no 14, qui avait pour intitulé Géographie, l'Europe et l'Afrique, avait 16 pages de 4 images en 1960. En 1963, il fut réédité avec 12 pages (même couverture, même titre, mais 4 pages de l'Europe en moins). Puis, dès 1965, le no 14 devenait simplement Géographie, l'Europe, retrouvant ces 12 pages initiales sur l'Europe et parution du livret no 45 avec Géographie, Afrique. Il y a donc trois no 14 différents en circulation. Même chose pour le no 13 Géographie, Amérique, Asie et Océanie édité en 1960 (16 pages), allégé aussi en 1963 (12 pages), qui se dédoubla également avec le no 13 Géographie Amérique et parution du no 46 Géographie Asie et Océanie.

## Livrets éducatifs Volumétrix de 1966 à 1975
Dès 1966, les nouvelles éditions vont s'estomper pour ne donner qu'un numéro en 1966, à savoir le numéro 50 (simultanément à la modification d'un autre). Trois en 1969, les numéros 51, 52 et 53. Plus que deux numéros supplémentaires en 1972, à savoir les numéros 54 et 55. Mmême chose en 1974 avec la parution des numéros 56 et 57 sur le Moyen-Age. Puis, parution d'un seul et tout dernier livret en 1975, à savoir le numéro 58, Histoire naturelle : chiens et chats.
Il est à noter qu'en 1966, parallèlement à la création de numéro 50, le no 16, Géologie et astronomie, relief et astronomie devient Géographie, la Terre, ses mouvements, son relief, eaux maritimes, climats avec des modifications d'images importantes : seules 14 images d'astronomie se retrouveront dans ce nouveau livret.

## Titres de la collection complète en 1975 après parution du dernier livretno58, classés par thème, dans le répertoire au dos de chaque livret

### Histoire naturelle
- 1 : Fleurs, fruits, légumes
- 3 : Mammifères
- 5 : Passereaux et leurs nids, rapaces
- 6 : Animaux sauvages, singes et animaux domestiques
- 7 : Insectes
- 8 : Poissons, crustacés
- 11 : Reptiles et batraciens
- 15 : Gallinacés, échassiers et palmipèdes
- 21 : Microbes, protozoaires, spongiaires
- 22 : Botanique, plantes, racines
- 26 : La soie
- 29 : Papillons et insectes
- 30 : Coquillages, mollusques et cétacés
- 35 : Les champignons
- 41 : Les arbres
- 58 : Chiens et chats

### Sciences naturelles
- 24 : Métaux, houille, pétrole
- 37 : Pierres, roches et minerais

### Études d'anatomie
- 2 : Os, muscles, circulation du sang
- 18 : Anatomie animale
- 36 : Digestion, respiration, bouche et organes des sens
- 52 : Appareil reproducteur, cellule reproductrice, embryologie

### Histoire générale
- 56 : Le Moyen Âge 1
- 57 : Le Moyen Âge 2

### Histoire de France
- 10 : De Vercingétorix à Jean le Bon
- 17 : De Charles V à la mort de Louis XIV
- 23 : L'Art français
- 25 : De Colbert à la guerre de 1870
- 27 : Rois, empereurs et maréchaux
- 28 : De 1871 à nos jours
- 39 : Les Costumes des Gaulois à 1900
- 40 : Les Uniformes de Louis XV à 1960
- 51 : Châteaux de France

### Histoire des civilisations
- 9 : Monuments romains, grecs, assyriens, chaldéens et perses
- 19 : Préhistoire, mythologie, Hébreux
- 31 : Égypte, monuments égyptiens et Mésopotamie
- 32 : Crète, Phénicie, Grèce et Perse
- 33 : Étrurie, Rome, Carthage
- 34 : Le Christianisme
- 43 : Préhistoire et Art préhistorique
- 49 : Histoire de la musique

### Géographie
- 4 : Seine, Loire, Garonne, Rhône et affluents
- 13 : Amérique
- 14 : Europe
- 16 : La Terre : ses mouvements, son relief. Eaux marines, climats
- 44 : Culture, élevage, industrie
- 45 : Afrique
- 46 : Asie et Océanie
- 47 : La France (Départements 01 à 48)
- 48 : La France (Départements 49 à 95)
- 50 : La Terre : sols, mouvements du sol. Eaux continentales, glaciers, côtes
- 53 : Grande-Bretagne
- 54 : Allemagne
- 55 : Régions polaires

### Divers
- 12 : Habitations, merveilles du monde et races
- 20 : Code de la route
- 38 : Les Teuf teuf
- 42 : Folklore